# Ben-Erik van Wyk
Ben-Erik van Wyk (1956) es un botánico sudafricano, que trabaja como profesor de botánica, en el "Departamento de Botánica y Biotecnología Vegetal", Universidad de Johannesburgo.

## Algunas publicaciones
- 1989. A taxonomic study of the genus Lotononis (DC.) Eckl. & Zeyh. (Fabaceae, Crotalarieae). Ed. University of Cape Town

### Libros
- johannes Maree, ben-erik van Wyk. 2010. Cut Flowers of the World: A Complete Reference for Growers and Florists. Ed. Timber Press. 400 pp. ISBN 1604691948

- ben-erik van Wyk, bosch van Oudtshoorn, nigel Gericke. 2009. Medicinal Plants of South Africa. Ed. Briza. 336 pp. ISBN 1875093370

- - - - - - - - - - - - - - . 2006. Food plants of the world: an illustrated guide. 2ª ed. Timber Press. 480 pp. ISBN 0881927430

- - - - - - - - - - - - - - . 2005. Food Plants of the World. Portland, Oregon: Timber Press, Inc. ISBN 0-88192-743-0

- ernst j. van Jaarsveld, ben-erik van Wyk, gideon f. Smith. 2005. Succulents of South Africa: a guide to the regional diversity. Ed. Sunbird. 144 pp. ISBN 1919938249

- ben-erik van Wyk, michael Wink. 2004. Medicinal plants of the world: an illustrated scientific guide to important medicinal plants and their uses. Ed. Timber Press. 480 pp. ISBN 0881926027

- - - - - - - - - - - - - - , coralie Wink, michael Wink. 2004. Handbuch der Arzneipflanzen: Ein illustrierter Leitfaden. 2ª ed. Wissenschaftliche Verlagsgesellschaft. 480 pp. ISBN 3804720692

- - - - - - - - - - - - - - , gideon f. Smith. 2003. Guide to the aloes of South Africa. Ed. Briza. 304 pp. ISBN 1875093419

- - - - - - - - - - - - - - , fanie van Heerden, bosch van Oudtshoorn. 2002. Poisonous plants of South Africa. Ed. Briza. 288 pp. ISBN 1875093303

- - - - - - - - - - - - - - , nigel Gericke. 2000. People's plants: a guide to useful plants of Southern Africa. Ed. Briza. 351 pp. ISBN 1875093192

- braam van Wyk, piet van Wyk, ben-erik van Wyk. 2000. Photographic guide to trees of southern Africa. Ed. Briza. 356 pp. ISBN 1875093249

- ernst van Jaarsveld, ben-erik Van Wyk, gideon f. Smith, elise Bodley. 2000. Vetplante van Suid-Afrika: 'n gids tot die streekverskeidenheid. Ed. Tafelberg. 144 pp. ISBN 0624039013

- gael jean Campbell-Young, ben-erik Van Wyk, nicholas Turland. 1999. Proposal to Conserve the Name Spartium capense (Leguminosae) with a Conserved Type. Taxon 48 (4): 833-834

- La abreviatura «B.-E.van Wyk» se emplea para indicar a Ben-Erik van Wyk como autoridad en la descripción y clasificación científica de los vegetales.[1]